# Microtuban
Microtuban (лат.) — род птерозавров из надсемейства Azhdarchoidea, найденный в верхнемеловых (99,6—93,5 млн лет назад) отложениях Ливана.

## Открытие
Microtuban известен по единственному частичному скелету без черепа, голотипу SMNK PAL 6595. Он был приобретён Государственным музеем естествознания, Карлсруэ, у местного торговца ископаемыми, и был найден, как было выяснено из свойств каменной матрицы, в местности Hjoûla, в морском слое формации Sannine (сеноманский ярус). Торговец, однако, указал на другую локацию находки — карьер в соседнем поселении Hâqel. Независимо от того, где именно были обнаружены ископаемые остатки, это всего лишь второй образец птерозавра, обнаруженный в Ливане, и редкий пример птерозавров из африканской континентальной плиты, к которой принадлежала территория Ливана во времена мелового периода. В те времена местность, где была найдена окаменелость, находилась в сотнях миль от материковой береговой линии.
Образец состоит из последнего шейного и первого спинного позвонков, плечевого пояса, левого крыла и фрагментов задних конечностей. Кости принадлежали неполовозрелой особи. Многие кости сломаны, но все сочленены. Это объясняется столкновением или укусом хищника, непосредственно перед или после смерти, после чего тушка животного быстро утонула в море.

## Этимология
Название роду дали Росс А. Элджин и Эберхард Фрей в 2011 году. Типовым и единственным видом является Microtuban altivolans. Родовое наименование происходит от  μικρος, малый, и араб. التنين‎/tuban, дракон или василиск, также ссылаясь на Thuban, древнюю Полярную звезду в созвездии Дракона. Видовой эпитет происходит от латинского altus, высокий, и volare, летать.

## Описание
Поскольку образец представляет неполовозрелую особь, то трудно оценить размер взрослого животного. Размах крыльев голотипа можно вывести из длины элементов крыла. Верхняя конечность, повреждённая в ископаемом образце, имеет длину около девяти сантиметров. Нижняя — около семи. Четвёртая пястная кость имеет длину 122 миллиметра. Четыре фаланги четвертого пальца крыла измеряются 135, 114,5, 63,5 и 3,5 миллиметрами соответственно.
Авторы описания обнаружили две уникальные черты, или аутапоморфии: вторая фаланга пальца крыла длинная, с длиной, равной 85 % длины первой фаланги; четвёртая фаланга сильно редуцирована, её размер составляет всего 1,1 % от длины пальца крыла.
Возможные подростковые черты включают отсутствие нотариума (структуры из слитых воедино передних грудных позвонков), а также раздельных лопаток и коракоида.

## Систематика
Авторы описания отнесли Microtuban к надсемейству Azhdarchoidea, используя сравнительный метод. Из четырёх известных групп аждархоидов они исключили тапеярид и аждархид, оставляя возможность принадлежности птерозавра либо к Thalassodromidae, либо к Chaoyangopteridae. Поскольку две последние группы определяются по признакам черепа, а как раз его голотипу Microtuban не хватает, было невозможно определить, к какому именно семейству принадлежит найденный птерозавр. В любом случае, это был самый молодой представитель своей группы.